# Fa'side Castle
Fa'side Castle (Faside Estate), tidligere kendt som Fawside, Falside, Ffauside, Fauxside eller Fawsyde er et keep fra 1400-tallet, der står i East Lothian i Skotland. Borgen ligger omkring 3 km sydvest for Tranent og 3 km sydøst for Musselburgh. Bygnigen blev restaureret i 1980'erne, og den er nu en listed building i kategori B.